# Castillo de Monasterace
El Castillo de Monasterace (en italiano: Castello di Monasterace) es un castillo construido en el siglo XI y localizado en Monasterace, un pueblo de Calabria, Italia. Actualmente sus instalaciones están siendo restauradas.

## Historia
Hasta 1464 fue propiedad de la familia Caracciolo, luego pasó a manos de la familia Culchebret que después de unos años lo vendió en 1478 a Guglielmo Mónaco, para pasar más tarde en 1486 a Silvestro Galeota.
Los Galeota, con el título de príncipes de Monasterace, la mantuvieron en su propiedad casi dos siglos hasta 1654. Más tarde pasó de manos varias veces: primero al maestro de Campo Carlo della Gatta, al jurista Giacomo Pignatelli, a Barbara Abenante, al marqués Perrelli, a los Tomacelli, a los Marcucci y al barón Oliva.

### sigloXX

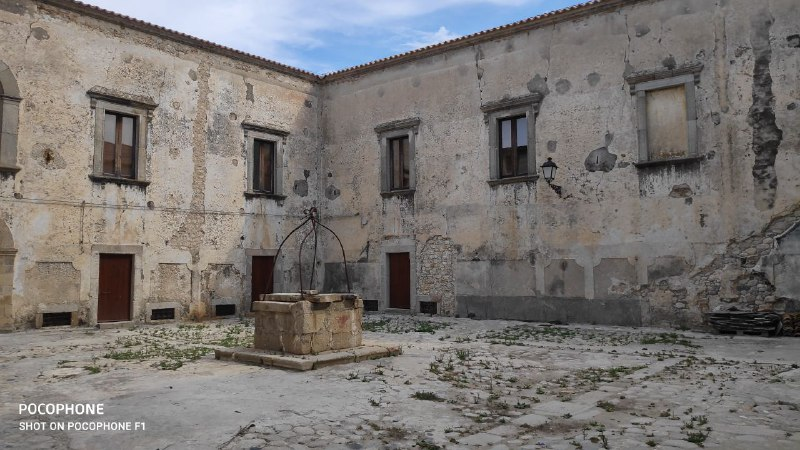
Patio interno, nótese el brocal.

Finalmente en el siglo XX llegó la familia del barón Scoppa di Francia, que en 1919 lo vendió al caballero Giuseppe Sansotta. Este último dividió la propiedad en varias partes y luego las revendió a diferentes familias como viviendas residenciales de lujo. Los nuevos adquirentes renovaron sus propiedades sin ningún criterio de restauración, sino de habitabilidad y practicidad, modificando la apariencia original del castillo y cambiaron su aspecto.
En 1994 se rodó en él partes del videoclip de la canción Think About the Way, del rapero británico Ice MC y la cantante italiana Alexia. Fue dirigido por Giacomo De Simone, muestra la puerta sur, el interior y los alrededores del castillo.

## Actualidad
El Municipio de Monasterace era propietario de las partes comunes del castillo; las entradas, fortificaciones y patios; desde 1932. Así recaudaba ingresos mediante el turismo y prohibía a los propietarios seguir edificando o alterar la fachada, pero esto no se respetó.
En 2012 el municipio decidió expropiar las viviendas, demoler algunas para recuperar el aspecto original, restaurarlo y para ello invirtió 3 millones de euros. Actualmente existen planes para convertirlo en un museo sobre la región e incluso realizar eventos allí.